# Centrale nucléaire de la baie de Daya
La centrale nucléaire de la baie de Daya (GNPS/Guangdong Nuclear Power Station) est une centrale nucléaire chinoise située dans la baie de Daya, à Shenzhen, au nord de Hong Kong, à 1 km au sud-ouest de la centrale nucléaire de Ling Ao.

## Description
La centrale de Daya Bay est équipée de deux réacteurs nucléaires.
- Daya Bay-1 (Guangdong 1) : puissance 944 MWe, mis en service en 1993[1] ;
- Daya Bay-2 (Guangdong 2) : puissance 986 MWe, mis en service en 1994[2].

Ces deux réacteurs ont été construits par les sociétés françaises Framatome et Spie Batignolles (devenue SPIE) associées dans la coentreprise FRA-SPIE avec une importante participation chinoise; la conception et la maitrise d'œuvre étant confiées à EDF. C'est la première centrale commandée à l'étranger par la République Populaire de Chine.
En 2003 et 2004 les couvercles de cuve des deux tranches ont été remplacés par des couvercles neufs fabriqués avec de l'Inconel 690 présentant une meilleure garantie contre les risques de fissuration.

Les réacteurs appartiennent à 25 % à la compagnie « Hong Kong-listed CLP Holdings », qui achète environ 70 % de la production du site pour les besoins de la ville de Hong Kong.

La compagnie China General Nuclear Power Corporation possède les 75 % restants.